# Theodor Alexander
Gustav Emil Theodor Alexander (* 26. Mai 1835 in Bockenheim, Kurfürstentum Hessen; † 14. Februar 1920 in Frankfurt am Main) war ein deutscher Jurist und Abgeordneter des Provinziallandtages der Provinz Hessen-Nassau und des 
Nassauischen Kommunallandtags des preußischen Regierungsbezirks Wiesbaden.

## Leben
Theodor Alexander wurde als Sohn des Fabrikanten Friedrich Wilhelm Julius Alexander und dessen Ehefrau Johanna Marie Sophie Behr geboren. Nach dem Abitur absolvierte er ein Studium der Rechtswissenschaften und legte 1857 seine juristische Staatsprüfung in Kassel ab. Anschließend war er bis 1880 im kurhessischen bzw. preußischen Staatsdienst tätig. Während dieser Zeit nahm er das Amt des Gerichtsschreibers beim Rügegericht wahr und erfüllte die Aufgaben des Hypothekenbuchführers beim Landesjustizamt in Frankfurt. Von  April 1880 an war er als Rentmeister beim St. Katharinen- und Weißfrauenstift in Frankfurt beschäftigt.
Er engagierte sich in der Kommunalpolitik und war Mitglied im Kreisausschuss des 1886 gebildeten Landkreises Frankfurt. Von 1900 bis 1910 war er als Vertreter der größeren Grundbesitzer Mitglied des Kreistages. 1910 erhielt er als Nachfolger des Abgeordneten Wilhelm Römer ein Mandat für den Nassauischen Kommunallandtag, aus dessen Mitte er zum Abgeordneten des Provinziallandtages der Provinz Hessen-Nassau bestimmt wurde.
Alexander war seit 1876 mit Karoline geb. Cornel (1852–1925) verheiratet.